# Aleksandr Koerakin

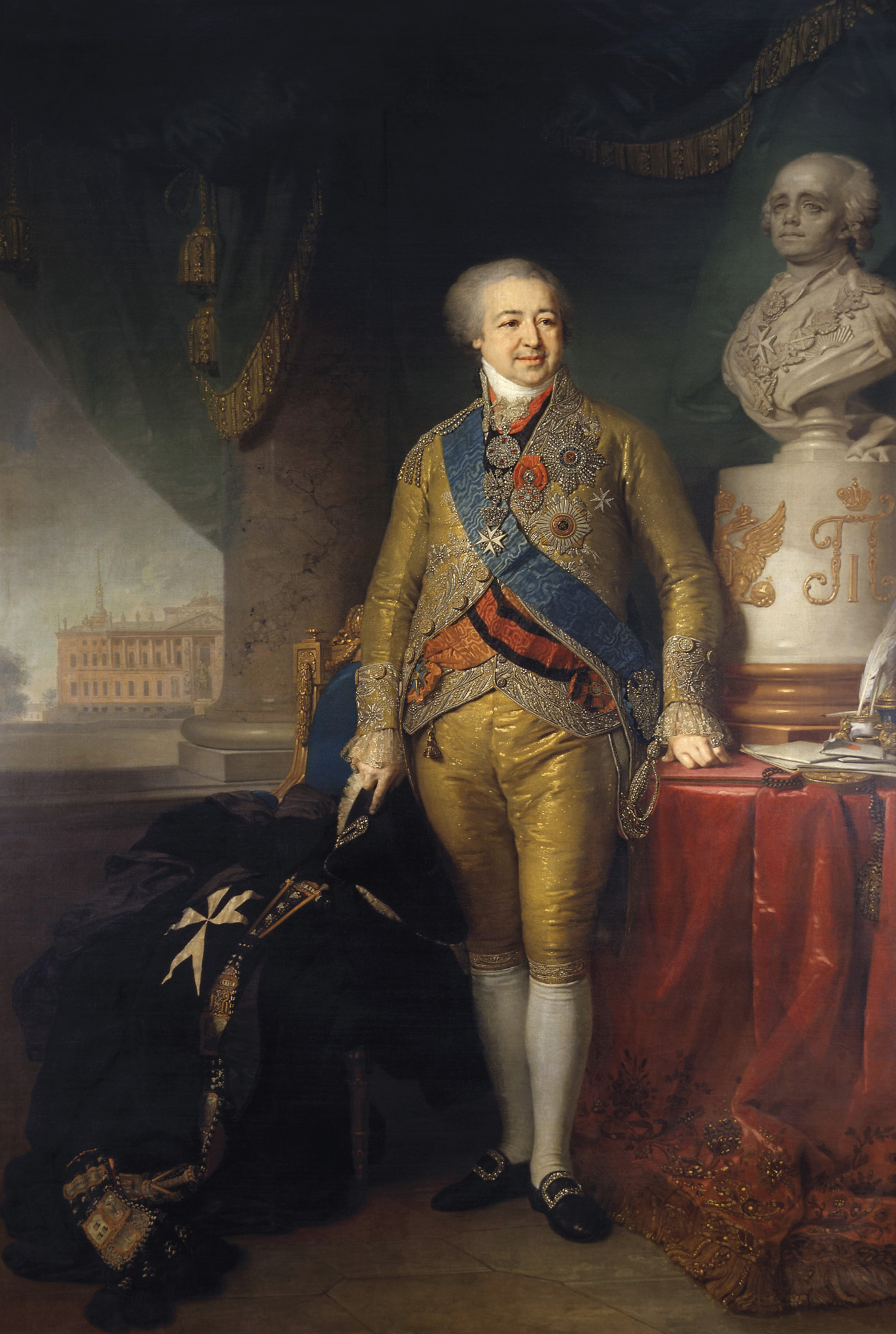
Dit portret van Koerakin staande onder een buste van Paul I werd in 1802 geschilderd door Vladimir Borovikovski. De prins draagt zijn met kostbare edelstenen versierde Russische orden en het kruis van de Orde van Malta waarvan Paul I beschermheer was. De mantel op de grond draagt het Kruis van Malta. Het oranje lint is dat van de Orde van de Zwarte Adelaar. Het rode lint met de zwarte strepen is de Orde van Sint-Vladimir en het blauwe lint is de Orde van Sint-Andreas de Eerstgeroepene. De twee diamanten sterren zijn die van de orden van Sint-Andreas en Sint-Vladimir. De prins draagt een met diamanten versierd kruis van de Orde van Malta met een schitterende kroon en trophee aan een zwart lint om de hals. De met diamanten versierde rode kruisen aan het rode lint om de hals en op de borst zijn die van de Orde van Sint-Anna.

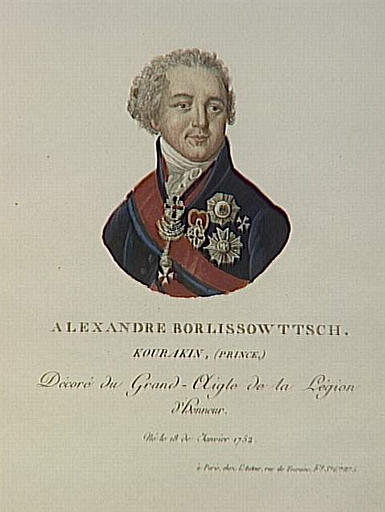
Aleksandr Koerakin met de ster en het rode lint van het Legioen van Eer

Aleksandr Borisovitsj Koerakin (Russisch: Александр Борисович Куракин) (Moskou, 18 januari 1752 - Weimar, 24 juni 1818) was een Russische prins, aristocraat en staatsman. Hij was na 1810 lid van de Russische Staatsraad en bekleedde de rang van een werkelijk geheimraad 1e klasse. 

## Biografie
Hij werd geboren in een familie van diplomaten. Hij was de oudste zoon van prins Boris Alexandrovitsj Koerakin (1697-1764) en zijn echtgenote gravin Jelena Apraksin (dochter van maarschalk Stepan Apraksin).
Voor de hervormingen van Peter de Grote waren de Koerakins al machtige bojaren aan het hof van de tsaar geweest. Een Koerakin huwde Eudoxia, de zuster van Peter I.
Hij was de betachterkleinzoon van de invloedrijke diplomaat vorst Boris Ivanovitsj Koerakin (1676-1727) en achterkleinzoon van vorst Boris Aleksandrovitsj Koerakin (1697-1749), een diplomaat en ambassadeur in Parijs, en gravin Jelena Apraksin. Zijn vader was vorst Boris Aleksandrovitsj Koerakin. Zijn jongere broer was Aleksej Koerakin.
Na de dood van zijn vader in 1764 verliet Koerakin Moskou, waar hij was opgegroeid. Hij vestigde zich in Sint-Petersburg, waar zijn hoge adel hem toegang verschafte tot het hof en de keizerlijke familie. In 1764 leerde hij de troonopvolger, grootvorst Peter Pavel Petrovitsj, de toekomstige Paul I van Rusland kennen. De twee jonge mannen raakten bevriend. Keizerin Catherina II was niet op Koerakins hand en zij verbande hem in 1776 van het hof, maar hij mocht in Rusland blijven. Koerakin werd corresponderend lid van de Koninklijke Zweedse Academie van Wetenschappen. 
Aleksandr Koerakin trok zich in ballingschap terug in het dorp Borisoglebsk Serdobsk in de regio Penza. Hij bouwde daar een luxevilla en het dorp werd omgedoopt in Nadezjdino (Russisch voor "hoop") Dat verwees naar zijn hoop om terug te keren naar St. Petersburg. Koerakin leefde acht jaar in ballingschap.
Na de dood van de tsarina in 1796 mocht Koerakin terugkeren naar Sint-Petersburg, waar hij door Paul I tot vicekanselier werd benoemd. Michail Speranski (van 'sperare', hopen in het Latijn) diende Koerakin als hoofdsecretaris. Aleksandr I benoemde hem in 1806 tot ambassadeur in Wenen en in 1808 als opvolger van graaf Pjotr Aleksandrovitsj Tolstoj tot ambassadeur in Parijs.  

### Ambassadeur in Parijs
Als Russisch ambassadeur in Parijs bereidde Koerakin het Frans-Russische Verdrag van Tilsit voor. Tegelijk waarschuwde hij zijn meester dat een nieuwe Frans-Russische oorlog onvermijdelijk zou zijn. In 1810 zond hij verschillende brieven aan tsaar Alexander, waarin hij voor oorlog waarschuwde. Na een laatste zinloze audiëntie bij Napoleon I op 15 april 1812 vroeg prins Koerakin om een paspoort. De Franse keizer vertrok naar zijn leger in Duitsland. De Franse invasie van Rusland was een besloten zaak, omdat Rusland bleef weigeren om het Continentaal stelsel toe te passen.
In de Parijse elite werd prins Koerakin de "prince diamant" genoemd, omdat hij zich zo rijk kleedde. Toen op 1 juli 1810 op een bal van de Oostenrijkse ambassadeur Karl Philipp Fürst zu Schwarzenberg brand uitbrak, redde Koerakin een aantal dames, maar hij werd zelf door de in paniek geraakte menigte onder de voet gelopen. Zijn diamanten zouden hem bij deze gelegenheid hebben beschermd, maar de ambassadeur liep wel zware brandwonden op.
Aleksandr Koerakin was ridder in de Orde van Sint-Andreas de Eerstgeroepene en de Orde van Sint-Anna. De Beierse koning maakte hem ridder in de Orde van Sint-Hubertus en de Pruisische koning verleende hem de Hoge Orde van de Zwarte Adelaar. De Russische sterren en kruisen waren met edelstenen ingelegd. 
Napoleon maakte hem tot "Grand-Aigle" of grootkruis in het Legioen van Eer.
Het portret van Borovikovsky geeft een indruk van de pracht en praal waarmee Aleksandr Koerakin zich omringde. Zijn degen en orden zijn met diamanten versierd, maar hij draagt ook een diamanten aigrette, diamanten gespen op de schoenen en diamanten ringen. Zijn jas, vest en kousenbanden zijn met zilverdraad geborduurd.
In 1810 stond Napoleon op het toppunt van zijn macht en in Parijs wedijverden de diplomaten om de beste koks en de meest geslaagde diners en feesten. Prins Koerakin veranderde de tafelmanieren in Frankrijk en daarmee in heel Europa door het Service à la russe populair te maken. Het gangbare Service à la française schreef voor dat men alle gerechten tegelijk serveerde en dat de hoogste gasten "boven het zoutvat", dat wil zeggen op de betere plaatsen, de lekkerste of duurste gerechten kregen. De Russische wijze van dineren betekende dat de maaltijd uit meerdere gangen bestond, die de een na de ander werden geserveerd. Borden werden verwisseld en er was meer bestek en meer bedienend personeel nodig. De populariteit van het opdienen van gangen maakte ook het moderne restaurant mogelijk, in Parijs werden tijdens de regering van Napoleon de eerste specialiteitenrestaurants geopend waar men een bord van een gerecht op de menukaart kon bestellen. Vóór die tijd had men op de volgeladen tafels een plattegrond van de gerechten in de schalen en terrines nodig.
Aleksandr Koerakin heeft zich vaak laten portretteren. Onder andere door Richard Brompton, Aleksandr Roslin en Madame Élisabeth Vigée-Le Brun. Hij komt ook voor op de achtergrond van schilderijen die de ontmoeting van Napoleon I en Alexander I bij Tilsit voorstellen.

### Familieleven
Zijn onwettige kinderen - Boris, Stepan en Maria kregen de adellijke titel baron of barones Vrevsky van de Oostenrijkse keizer Frans I van Oostenrijk aan wiens hof Koerakin als ambassadeur verbleef. Een serie jongere bastaarden, Aleksandr, Paul (1808-1855) en Hippolyte (1814-1858) werden in 1822 door de Russische keizer Alexander I in een Keizerlijk Decreet als baronnen Vrevsky in de Russische erfelijke adel opgenomen. Zij droegen als familiewapen een schild van azuur beladen met drie sterren van goud.
Aleksander Koerakin stierf in het Duitse Weimar.